# Palais Weidlich
Le Palais Weidlich (en hongrois : Weidlich-palota) est un édifice situé à Miskolc.